# ブライアン・バウアーズ
ブライアン・バウアーズ (Bryan Bowers、1940年8月18日 - ) は、アメリカ合衆国のフォークおよびオールドタイム等のミュージシャン、オートハープ奏者。バージニア州ヨークタウン生まれ。オートハープを海外を含めた音楽家や多くの人に知らしめ、また、オートハープにおける近代メロディックスタイルの創始者の1人とされる。

## 経歴
ブライアン・バウアーズは1980年にマイク・クロスの曲 The Scotsman を録音したことで、コメディ・ラジオ番組 Dr. Demento Show の聴衆の間で人気を博した。 1993年、ブライアン・バウアーズはマザー・メイベル・カーター、キルビー・スノウ、サラ・カーターらが所属するオートハープの殿堂入りを果たした。
2006年、2007年と2年連続で新譜 Bristlecone Pine とSeptember in Alaska をリリース。「ティム・オブライエン、サム・ブッシュ、スチュアート・ダンカン、「エンライトとオブライアント」などのゲストが演奏と歌を披露している。これはブライアン・バウアーズのディスクであり、彼の絶妙なオートハープが多くの曲に味付けをしている」と2006年11月のBristlecone PineのBluegrass Unlimitedのレビュアーは書いている。「ブライアン・バウアーズはテーマに沿って多様で叙情的に強い曲を選んでいます。パワフルなラブソング（"When You And I Were True "や "Magnolia"）や、生と死に関する不誠実でない瞑想曲（"Bristlecone Pine"、"Friend For Life"、"When I Go"）、そして心を揺さぶるインストゥルメンタルがあります。彼は多くのフォーク/ブルーグラス/カントリーのパフォーマーのような陳腐なものをうまく避けている」。
彼は現在も活発な演奏と指導を行っている。

## 受章履歴
- Contemporary Inductee, Autoharp Hall of Fame, 1993.
- Lifetime Achievement Award, California Autoharp Gathering, 2006.[5]
- Induction into Frets Magazine's First Gallery of the Greats[6]

## ディスコグラフィー
- The View from Home, Flying Fish, 1977
- Home, Home on the Road, Flying Fish, 1980
- By Heart, Flying Fish, 1982
- For You, Flying Fish, 1990
- Friend for Life, Flying Fish, 2002
- Bristlecone Pine, Seattle Sounds, 2006
- September in Alaska, Seattle Sounds, 2007
- Crabby Old Man, 2011
- Live at Winterfolk, 2015
- Woodland Dream, 2019